# Los climas
Los climas (en turco: İklimler) es una película dramática turca de 2006 dirigida y escrita por Nuri Bilge Ceylan. La película relata el deterioro de la relación entre una pareja de Estambul, Isa y Bahar, interpretados por Ceylan y su esposa Ebru Ceylan. Fue la primera película de Ceylan filmada en alta definición. Obtuvo premios y reconocimientos en importantes eventos a nivel internacional como el Festival de Cine de Cannes, el Festival de Cine de Antalya, el Festival de Cine de Estambul y el Festival Internacional de Cine de Chicago, entre otros.

## Sinopsis
La película comienza en unas vacaciones de verano en Kaş, donde la pareja demuestra serios problemas de comunicación. Isa está tomando fotos de monumentos antiguos para una tesis perpetuamente inacabada para la clase universitaria que imparte. En la playa ella se duerme y sueña que él la está asfixiando en la arena. Después de ensayar su discurso mientras Bahar está nadando, Isa le dice que quiere terminar la relación. Mientras regresan a la ciudad en una moto la pareja tiene un accidente, aunque no de gravedad. Esto desata definitivamente la ruptura de la relación. Sin embargo, la vida volverá a encontrarlos en las siguientes vacaciones. Bahar trata de reconquistarla, pero Isa no parece tener muchas intenciones de retomar la relación.

## Reparto
- Ebru Ceylan es Bahar.
- Nuri Bilge Ceylan es İsa.
- Nazan Kırılmış es Serap.
- Mehmet Eryılmaz es Mehmet.
- Arif Aşçı es Arif.
- Can Özbatur es Güven.

## Recepción

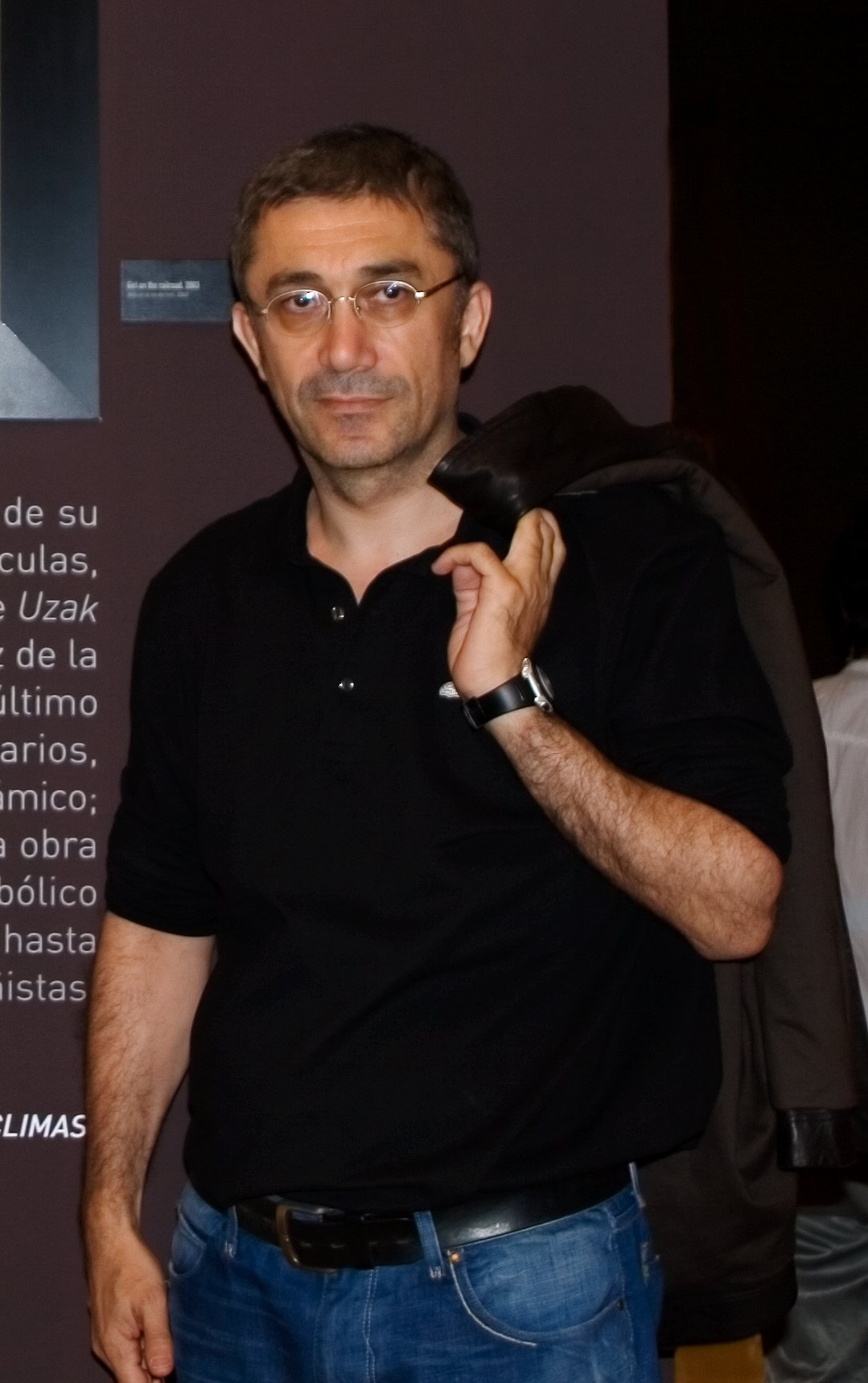
Nuri Bilge Ceylan dirigió y protagonizó Los climas.

Los climas ha recibido críticas generalmente positivas. En Rotten Tomatoes, la cinta tiene un ranking aprobatorio del 73%, basado en 66 reseñas, con un índice de audiencia promedio de 6.9 sobre 10. El consenso de la crítica afirma lo siguiente: "Estéticamente sólida, pero aún así parecerá vacía para algunos espectadores". En Metacritic la película cuenta con una puntuación de 72 sobre 100, basada en 25 críticas, indicando "reseñas generalmente favorables".
Manohla Dargis de The New York Times alabó el trabajo como director y actor de Nuri Bilge Ceylan, afirmando: "Como en Uzak, esta película presenta un retrato inquietante de la soledad existencial, uno en el que las imágenes hablan más fuerte y, a menudo, con más fuerza que cualquiera de las palabras. El señor Ceylan no escribe discursos ni adula a la audiencia ofreciéndole más información de la que da a su personaje. Sus escenas se adaptan a los ritmos naturales de la vida, su significado a menudo se articula en silencios, digresiones y risas incómodas".
Jim Emerson del portal de Roger Ebert también le dio una buena calificación, otorgándole 4.5 estrellas sobre 5 y señalando: "El aire está vivo en Los climas del director turco Nuri Bilge Ceylon, más vivo que los personajes, que son como trozos inertes de roca o arena. Pero ese es el punto. En esta película, tan bien sintonizada con las frecuencias de la luz y el sonido, es el espacio invisible alrededor de los personajes lo que está lleno de vida y posibilidades. Sus vidas interiores son confusas, opacas incluso para ellos mismos, y no pueden expresar nada directamente, ni siquiera su propia angustia e insatisfacción".
La cinta fue nominada para la Palma de Oro en el Festival de Cannes de 2006 y ganó el premio FIPRESCI en dicho evento. El crítico Michael Phillips se refirió a Los climas como la mejor película de 2006 y la tercera mejor película de la década.